# Vittatispora
Vittatispora är ett släkte av svampar. Vittatispora ingår i familjen Ceratostomataceae, ordningen Melanosporales, klassen Sordariomycetes, divisionen sporsäcksvampar och riket svampar.
|              | Microthecium                           |
|              |                                        |
|              | Sphaerodes                             |
|              |                                        |
|              | Sphaeroderma                           |
|              |                                        |
|              | Melanospora                            |
|              |                                        |
|              | Ceratostoma                            |
|              |                                        |
|              | Gonatobotrys                           |
|              |                                        |
| Vittatispora | \| \| Vittatispora coorgii \| \| \| \| |
|              | \| \| Vittatispora coorgii \| \| \| \| |
|              | Syspastospora                          |
|              |                                        |
|              | Rhytidospora                           |
|              |                                        |
|              | Pteridiosperma                         |
|              |                                        |
|              | Harzia                                 |
|              |                                        |
|              | Proteophiala                           |
|              |                                        |
|              | Erostrotheca                           |
|              |                                        |
|              | Gibsonia                               |
|              |                                        |
|              | Persiciospora                          |
|              |                                        |
|              | Pustulipora                            |
|              |                                        |
|              | Arxiomyces                             |
|              |                                        |
|              | Vittatispora coorgii                   |
|              |                                        |

|  | Vittatispora coorgii |
|  |                      |